# 丹泽
丹泽（荷蘭語：Deinze，發音：[ˈdɛinzə] ⓘ）是比利时弗拉芒大區东佛兰德省根特區的城市，西与西佛兰德省接壤，通行荷蘭語，是弗拉芒社群的一部分，面积128.03平方千米，2022年1月1日人口44,315人。2019年1月1日，市镇内弗勒并入丹泽。